# Casino Miami Jai-Alai

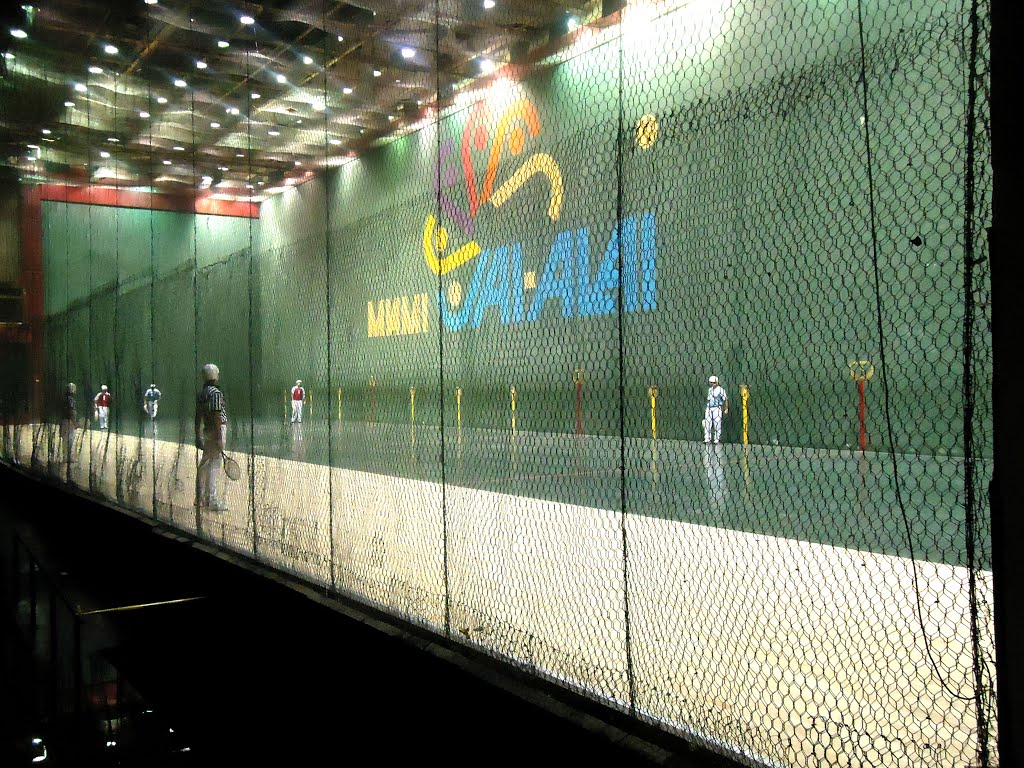
Interior del Miami Jai Alai en 2013.

El Casino Miami Jai-Alai (anteriormente Miami Jai-Alai Frontón) es un pabellón deportivo con una capacidad para 6500 personas y además un casino localizado en el 3500 NW Avenida 37 en Miami, Florida, Estados Unidos. Además de los juegos de azar se utiliza para jai alai (una variante de la pelota vasca) y conciertos. Algunos de los últimos Intérpretes notables incluyen The Allman Brothers Band, Negro Sabbath, Bruce Springsteen y Frank Sinatra.